# Mer av dig själv
Mer av dig själv är en körsång från 1934 med text och musik av Gösta Blomberg.

## Publicerad i
- Frälsningsarméns sångbok 1968 som nr 28 i körsångsdelen under rubriken "Bön".
- Frälsningsarméns sångbok 1990 som nr 762 under rubriken "Bön".